# Клетка (фильм, 2003)
«Клетка» (пол. Klatka) — польский документальный фильм. Один из самых известных фильмов, повествующих о субкультуре футбольных хулиганов.

## Сюжет
Само название картины «Клетка» взято из терминологии профессиональных боёв без правил, проводимых в так называемой металлической «клетке» (в России более известной как «восьмиугольник»). В фильме по замыслу режиссёра проводятся аналогии между драками футбольных хулиганов и боями в восьмиугольнике. Рассматривается мнение, что околофутбольные сражения можно рассматривать как вид спорта, хотя, конечно, и гораздо более экстремальный и непредсказуемый. Многие полупрофессиональные польские бойцы «Клетки» состоят в околофутбольных фирмах, участвуют в драках за свой клуб. Да и сам образ польского фаната в последнее время ассоциируется с человеком, занимающимся боксом или борьбой, посещающим тренажёрный зал и ведущего здоровый образ жизни.

## Интересные факты
- Фильм является культовым для футбольных хулиганов вне зависимости от национальности[источник не указан 1782 дня].